# Robertson Glacier
Robertson Glacier är en glaciär i Antarktis. Den ligger i Östantarktis. Nya Zeeland gör anspråk på området. Robertson Glacier ligger 599 meter över havet.
Terrängen runt Robertson Glacier är varierad. Robertson Glacier ligger nere i en dal. Trakten är obefolkad. Det finns inga samhällen i närheten.